# キングダムカム・デリバランス
『キングダムカム・デリバランス』（英名:Kingdom Come：Deliverance）は、Warhorse Studios社によって開発され、2018年にDeep Silverによって発売された一人称視点のアクションロールプレイングゲーム。対応ハードはMicrosoft Windows、PlayStation 4、Xbox One、Nintendo Switchである。物語は史実の15世紀のボヘミア王国および神聖ローマ帝国を舞台としており、作中に登場する当時の武器、衣服、戦闘技術、建築物などは細部に至るまで建築家や歴史家の支援を受けて忠実に再現されている。
続編「キングダムカム・デリバランス II(Kingdom Come: Deliverance II, 英語記事)」が2025年2月に発売された。

## ゲームプレイ
全体的に難易度が高い。戦闘では5方向の斬撃(または打撃)と刺突を行うことが出来る。
弓での攻撃は照準がなく、コツを覚えるまで敵に矢を当てるのは非常に困難。

## あらすじ
舞台であるボヘミア王国は神聖ローマ皇帝のチャールズ4世の統治下で黄金時代を迎えていたが、その死をきっかけに王国は暗黒時代に突入した。跡を継いだベンツェスラウス4世は失政によりハンガリー国王ジギスムントに幽閉され、ジギスムントはボヘミアへの侵攻を開始する。
今作の主人公である鍛冶屋の息子ヘンリーはラジク・コビラ卿の治めるスカリッツで暮らしていたが、そこへジギスムント率いるクマン人の傭兵が襲撃、マークヴァート・フォン・オーリッツに両親が殺される。ヘンリーは父の鍛えた剣を手にタルムバークへ向かい、その領主であるディビシュ卿にスカリッツの襲撃を伝える。その後ラジク卿は嵐の隙にスカリッツを脱出、ジギスムントはタルムバークへ向かうもディビシュ卿の言葉を受け撤収した。
ヘンリーは両親を埋葬すべくタルムバークを脱出しスカリッツへ向かうが、そこで盗賊のラントに襲われ父の鍛えた剣を奪われる。だが粉屋の娘テレーザとディビシュ卿の部下のロバード隊長により救われ、ラッタイの製粉所に運ばれた。ヘンリーは両親の仇を討ち、父の鍛えた剣を取り戻すべく奮闘する。
ヘンリーはラッタイにいるラジク卿の元へ向かい、そこで次期領主となるハンス・カポン卿とその後見人のハヌシュ卿らと面会する。ヘンリーはラジク卿の従者となり、バーナード隊長の元で訓練を受ける。その後たびたびハンス卿と衝突するも、クマン人から彼を救った後は和解する。
そしてノイホフで起こった襲撃事件の調査を開始、その過程で盗賊団の野営地を突き止める。そこへラジク卿・ロバード隊長率いる軍が攻め入り、ヘンリーは剣を奪ったラントを自ら討つ。だがラントは既に剣を手放していた。
戦闘後、偽造された銀貨が見つかり、ヘンリーはその犯人を突き止める。その中で盗賊団が多くの傭兵を集めていることが判明、ヘンリーは修道院への潜入などを経て盗賊団の砦を突き止め、そこへ潜入する。だが盗賊団を率いるイストヴァン・トート卿に捕らえられ、彼にヘンリーの父親がラジク卿だと告げられる。
その後ヘンリーは脱出、そしてラジク卿・ディビシュ卿・ハヌシュ卿の領主連合が率いる軍がその砦を陥落させる。だがイストヴァンはその隙にタルムバークを占領、ディビシュ卿の夫人とラジク卿を人質に籠城する。領主連合はそこへ投石機を投入してタルムバークを奪還、イストヴァンはラジク卿を人質にタルムバークを脱出した。

## 登場人物
ヘンリー
吹き替え版声優：水野駿太郎
英語版声優：トム・マッケイ
この作品の主人公。鍛冶屋の息子である。剣術に憧れる村人でしかないが自身の村が戦争に巻き込まれてその運命は大きく変動する。文字は読めないが貴族相手にも言いたい事は言う程、口は達者である。スカリッツという静かな村に住んでいる。ヘンリーには、マシュー、フリッツ、マティアスという友人がおり、居酒屋のエールハウスで働いている、ビアンカという恋人がいる。
マーティン
吹き替え版声優：合田慎二郎
英語版声優：Matthew Wolf
ヘンリーの父親。スカリッツの鍛冶屋であり、若いころは、プラハの鍛冶屋であり、剣術の達人として有名。プラハを出て小さな鉱山の町スカリッツに鍛冶場を築き、生活している。
ヘンリーの母親
吹き替え版声優：かとう有花
英語版声優：Jennifer K Preston
マーティンの妻であり、スカリッツの鍛冶屋。ラジク卿の城のすぐそばに住んでいる。
ラジク・コビラ
王軍の司令官。ヘンリーが住む村の領主、一村人であるヘンリーの名前を覚えているなど民の事を思う領主である。ヘンリーの父を腕のいい鍛冶屋として評価している。戦争で領地を失うが生き延びて再起を図っている。史実の人物だが設定には改変がある。
ステファニー
ビアンカ
居酒屋でエールハウスで働いている、ヘンリーの恋人。スカリッツ襲撃前にヘンリーと会う約束を交わすが、ジギスムントによるスカリッツの攻撃によりマルクヴァルト・フォン・アウリス率いるクマン人に殺された。彼女の兄のアダムは攻撃を生き延び、ラッタイへと逃げた。
ヘンリーの幼馴染
ディヴィシュ
柴田秀勝
ロバード
タルンベルクの守備隊隊長。
ハンス•カポン
ラッタイの次期領主、絵に描いたような嫌味なお坊ちゃん。ただし、気前自体は良く、話せばわかる人物。DLCでは彼の恋物語に振り回される。名前が少し変更されているが史実の人物。
バーナード
ラッタイの守備隊長、脳筋だが剣術の指導は丁寧。しかし訓練中は敵意剥き出しの台詞を言う。
テレーザ
中条智世
ヘンリーの村の粉屋の娘、犬の扱いや弓矢の扱いに長ける。DLCでは彼女を操作するシナリオがある。ヘンリーの命の恩人でもある。
ハヌシュ卿
伊藤聖将
ラッタイを統治する領主、領主の地位にいて文字が読めず、口が悪い面があるが上に立つものとして非常に常識的な判断を下す人物。史実の人物。
ジギスムント (神聖ローマ皇帝)

## 舞台

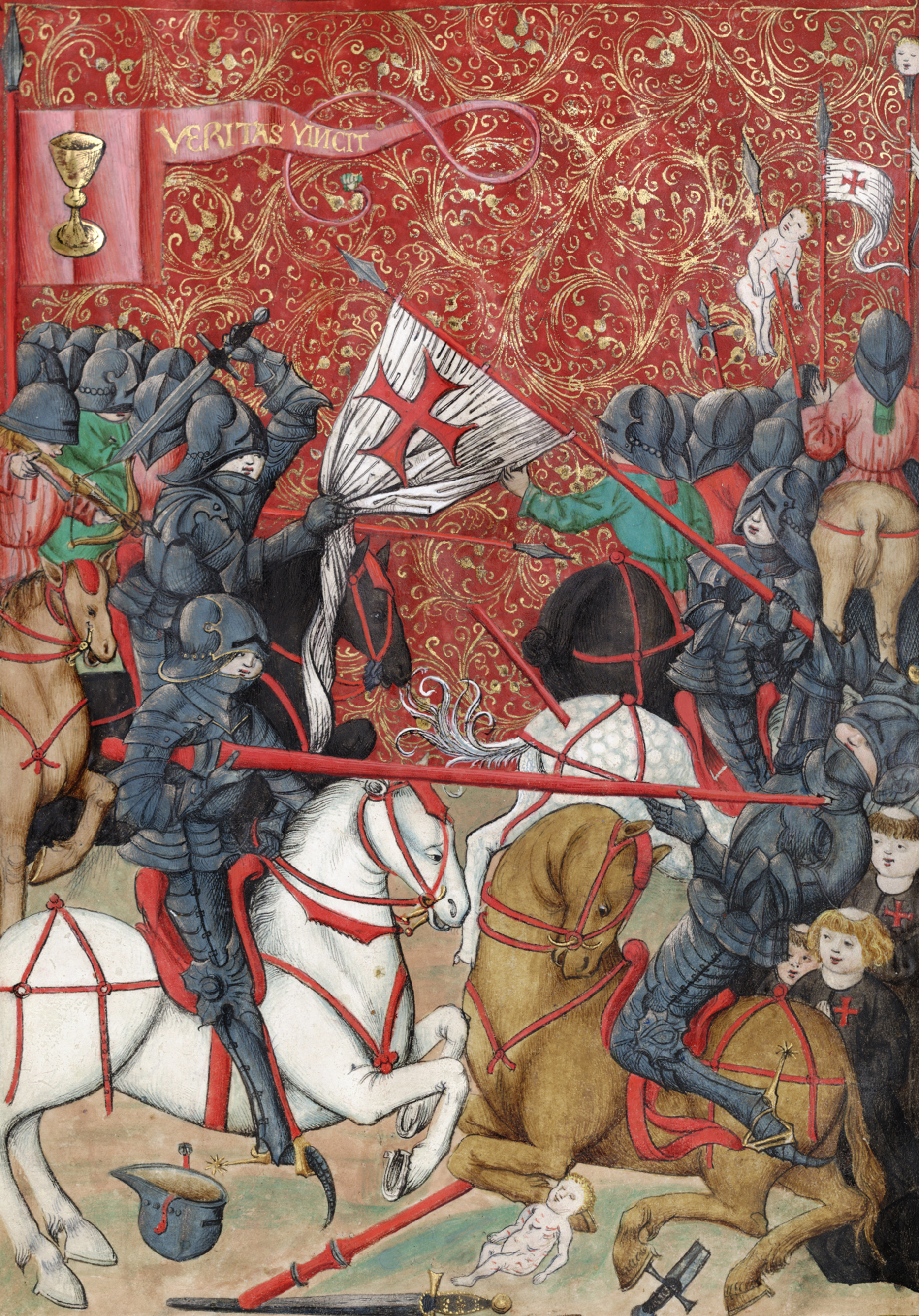
ゲームに登場する神聖ローマ皇帝ジギスムントの治世中のボヘミア王国での15世紀の戦い。

このゲームは15世紀初頭、ボヘミア王国の国土の一部、現在のチェコ共和国の神聖ローマ帝国が舞台である。ゲームのアクセス可能なエリアは、 ササウとラタイの間の地域にあり  ゲーム内の他の現実世界の集落や町には、 StříbrnáSkalice 、 Sázava 、 Ledečko 、 SázavaMonastery 、 Talmberk Castle 、 Samopše 、 Úžice 、 NovýDvůrなどが含まれる 

## レビュー
キングダムカム：レビューアグリゲーターMetacriticによると、 DeliveranceはPCバージョンの批評家から「一般的に好意的な」レビューを受け、PlayStation 4およびXbox Oneバージョンは「混合または平均」とのレビューを受けた。    
| 年     | 賞/会場                                                                  | カテゴリー                           | 受信者                         | 結果       | 参照        |
| ------ | ------------------------------------------------------------------------ | ------------------------------------ | ------------------------------ | ---------- | ----------- |
| 2017年 | ゲーム批評家賞                                                           | 最高のRPG                            | キングダムカム：解放           | ノミネート | [ 3 ]       |
| 2017年 | Gamescom                                                                 | 最高のPCゲーム                       | キングダムカム：解放           | 受賞       | [ 4 ]       |
| 2018年 | ゴールデンジョイスティック賞                                             | PCゲームオブザイヤー                 | キングダムカム：解放           | ノミネート | [ 5 ]       |
| 2018年 | 映画音楽とマルチメディアサウンドトラックポデブラディの国際フェスティバル | マルチメディア賞特別賞               | ヤン・バルタとアダム・スポルカ | 受賞       | [ 6 ] [ 7 ] |
| 2018年 | 中央および東ヨーロッパのゲーム賞                                         | 最高のゲーム                         | キングダムカム：解放           | ノミネート | [ 8 ]       |
| 2018年 | 中央および東ヨーロッパのゲーム賞                                         | 技術                                 | キングダムカム：解放           | ノミネート | [ 8 ]       |
| 2018年 | 中央および東ヨーロッパのゲーム賞                                         | 物語                                 | キングダムカム：解放           | 受賞       | [ 8 ]       |
| 2018年 | Premios MundoBSO 2018                                                    | Mejor BSO juego o videojuego         | ヤン・バルタとアダム・スポルカ | ノミネート | [ 9 ]       |
| 2018年 | ゲーマーズチョイスアワード                                               | ファンの好きなロールプレイングゲーム | キングダムカム：解放           | ノミネート | [ 10 ]      |
| 2018年 | オーストラリア大会賞                                                     | RPGオブザイヤー                      | キングダムカム：解放           | ノミネート | [ 11 ]      |
| 2018年 | Dare To Game：Awards                                                     | RPGオブザイヤー                      | キングダムカム：解放           | 受賞       |             |
| 2018年 | Dare To Game：Awards                                                     | 今年のゲーム                         | キングダムカム：解放           | 受賞       |             |
| 2018年 | Dare To Game：Awards                                                     | 年間最優秀開発者                     | ウォーホーススタジオ           | 受賞       |             |
| 2019年 | プレイヤー賞                                                             | ウォーホーススタジオ                 | 今年のゲーム                   | ノミネート | [ 12 ]      |
| 2019年 | プレイヤー賞                                                             | 今年のゲームストーリー               | ウォーホーススタジオ           | ノミネート | [ 12 ]      |
| 2019年 | プレイヤー賞                                                             | RPGオブザイヤー                      | ウォーホーススタジオ           | 受賞       | [ 12 ]      |
| 2019年 | プレイヤー賞                                                             | PCゲームオブザイヤー                 | ウォーホーススタジオ           | 受賞       | [ 12 ]      |
| 2019年 | プレイヤー賞                                                             | チェコスロバキアゲームオブザイヤー   | ウォーホーススタジオ           | 受賞       | [ 12 ]      |
| 2019年 | プレイヤー賞                                                             | 今年のゲームサウンドトラック         | ウォーホーススタジオ           | ノミネート | [ 12 ]      |
| 2019年 | チェコのゲームオブザイヤーアワード                                       | 開発者賞-メイン賞                    | ウォーホーススタジオ           | ノミネート |             |
| 2019年 | チェコのゲームオブザイヤーアワード                                       | ゲームジャーナリスト賞               | ウォーホーススタジオ           | ノミネート |             |
| 2019年 | チェコのゲームオブザイヤーアワード                                       | Youtuber's Award                     | ウォーホーススタジオ           | 受賞       |             |
| 2019年 | チェコのゲームオブザイヤーアワード                                       | 視聴覚実行                           | ウォーホーススタジオ           | ノミネート |             |
| 2019年 | チェコのゲームオブザイヤーアワード                                       | 最高のゲームデザイン                 | ウォーホーススタジオ           | 受賞       |             |
| 2019年 | チェコのゲームオブザイヤーアワード                                       | 最高の技術ソリューション             | ウォーホーススタジオ           | 受賞       |             |